# Hylamorpha elegans
Hylamorpha elegans là một loài côn trùng trong họ Scarabaeidae. Loài này được Burmeister miêu tả khoa học đầu tiên.
Đây là loài gây hại của cây Nothofagus dombeyi, phát triển phổ biến ở Chile.